# Верблан, Анджей
Анджей Верблан (пол. Andrzej Werblan; 30 октября 1924, Тарнополь) — польский политик и государственный деятель времён ПНР, в 1974—1980 — секретарь, в 1980 — член Политбюро ЦК ПОРП. В 1971—1982 — вице-маршал сейма. Считался идеологом реформаторского крыла правящей компартии, покровителем «горизонтальных структур». Известен также как историк и политолог.

## Депортация, война, служба
Родился в Тарнополе, который в то время был центром Тарнопольского воеводства и принадлежал к восточным кресам Второй Речи Посполитой (ныне — город на западе Украины). Отец и мать Анджея Верблана работали школьными учителями. После присоединения Западной Украины к СССР, Ян Верблан-старший был арестован, затем семья депортирована в Сибирь. Двое родственников Анджея Верблана расстреляны НКВД в Катыни.
Анджей Верблан работал в советских колхозах. В 1942 пытался записаться в Армию Андерса, но заболел тифом. В 1943 присоединился к Народному Войску Польскому. Служил в танковой бригаде 1-й польской армии, участвовал в битве под Студзянками.
После освобождения Польши от немецкой оккупации Анджей Верблан продолжал служить в армии и собирался стать профессиональным военным. Политически он считал себя демократом и социалистом. В 1946 Верблан вступил в т. н. «люблинскую ППС» — социалистическую партию, созданную под контролем коммунистической ППР. Функционеры ППР были недовольны иной партийной принадлежностью даже младшего офицера и добились увольнения Верблана из армии. Тогда Верблан переключился на партийную деятельность. Состоял в генеральном совете соцпартии, курировал идеологию и пропаганду, возглавлял партийный комитет в Белостоке.

## Партийная карьера
После объединения социалистов с коммунистами Анджей Верблан быстро сделал карьеру в правящей компартии ПОРП. В 1948—1952 был секретарём Келецкого воеводского комитета и кандидатом в члены ЦК ПОРП. Осенью 1954 инспектор Секретариата ЦК Верблан был включён в узкую группу молодых советников первого секретаря ЦК Болеслава Берута. Однако рекомендации этой команды Берутом не воспринимались.
С июля 1956 Анджей Верблан — член ЦК ПОРП. Специализировался на идеологии и пропаганде. В 1956—1960 заведовал в ЦК отделом пропаганды и печати, в 1960—1974 — отделом науки и образования. С февраля 1974 — секретарь ЦК ПОРП. С февраля по декабрь 1980 — член Политбюро ЦК ПОРП.
В 1952—1956 и 1961—1985 — член депутатского клуба ПОРП в сейме ПНР. С 1971 по 1982 был вице-маршалом сейма. Состоял в руководстве Союза борцов за свободу и демократию (ZBoWiD). Награждён орденом Строителей Народной Польши, орденом «Знамя Труда» (первой и второй степеней), орденом Возрождения Польши (командорский крест), медалью «Заслуженным на поле Славы» (трижды).
После демобилизации из армии начинал учиться в Варшавском университете на историческом факультете. В 1952 году продолжил получать образование в Институте общественных наук при ЦК ПОРП и в 1954 году получил учёную степень магистра истории. Преподавал политологию в Силезском университете в Катовице. В 1972—1974 был главным редактором партийного теоретического журнала Nowe Drogi. В 1974—1981 — директор Института фундаментальных проблем марксизма-ленинизма (IPPM-L).

## Идеолог партийной либерализации
Воззрения Анджея Верблана в целом сформировались под влиянием «польской оттепели» и десталинизации первых лет правления Владислава Гомулки. В ходе внутрипартийной борьбы 1950-х Верблан примыкал к фракции пулавян, выступавшей за продолжение относительной либерализации.
В то же время, Верблан как заведующий отделом науки и образования ЦК ПОРП участвовал в антисемитской и антиинтеллигентской кампании 1968. В тот период он рассматривался как сторонник Мечислава Мочара и его национал-коммунистической фракции партизан Однако и при этом Верблану удавалось продвигать «либеральный мотив»: он акцентировал и резко критиковал роль функционеров еврейского происхождения в берутовско-бермановских репрессиях.
Анджей Верблан активно поддерживал курс Гомулки на реформы, отстаивание самостоятельной модели социализма — например, отказ от коллективизации сельского хозяйства, несмотря на недовольство руководства КПСС. Но впоследствии Верблан говорил, что Гомулка «очень разочаровал» его в 1970, когда власти применили силу против рабочих протестов.
Вершина карьеры Анджея Верблана пришлась на 1970-е — правление Эдварда Герека. Именно тогда Верблан стал позиционироваться как главный идеолог ПОРП. «Эру Герека» он впоследствии оценивал как время «технократизма и прагматизма», эффективное развитие реформ Гомулки. На посту секретаря ЦК Верблан осуществил определённые послабления в сфере идеологического контроля, допускал интеллигентские дискуссии и открытие западной культуре. Одним из сотрудников IPPM-L при директоре Верблане был Лешек Бальцерович, будущий организатор рыночных реформ в посткоммунистической Польше.
Впоследствии Верблан подчёркивал, что до 1976 — когда очередное повышение цен спровоцировало массовые протесты и жестокое подавление — политика Герека была самой либеральной в государствах Варшавского договора. Верблан выражал недовольство репрессиями СБ против диссидентов, высказывался за амнистирование политзаключённых (амнистия была проведена своеобразным путём: чтобы выпустить 10 диссидентов, освободили 10000 уголовников). Всё это создало Верблану определённую популярность в среде польской интеллигенции.
Однако Верблан не ставил под сомнение основ коммунистического государства и реального социализма. В 1975 он участвовал в подготовке дополнений в Конституции ПНР, где особо прописывались руководящая роль ПОРП и союз с СССР.

## В противостоянии 1980
15 февраля 1980 пленум ЦК кооптировал Анджея Верблана в высший орган партийно-государственной власти — Политбюро ЦК ПОРП. Через полгода в Польше поднялась небывало мощная волна забастовок. Руководство ПОРП и правительство ПНР вынуждены были заключить Августовские соглашения с межзаводскими забастовочными комитетами и легализовать независимый профсоюз Солидарность.
Последние несколько месяцев политической деятельности Анджея Верблана стали для него периодом самой острой политической борьбы. Верблан был сторонником компромисса ПОРП с «Солидарностью». Он выступал как главный покровитель «горизонтальных структур» — партклубов еврокоммунистической направленности, предлагавших реформирование ПОРП в духе демократического социализма. Позиции Верблана проводил в средствах массовой информации новый заведующий отделом печати, радио и телевидения ЦК Юзеф Класа.
С другой стороны, Верблан стал объектом жёсткой критики со стороны ортодоксального «партийного бетона», возглавляемого Тадеушем Грабским, Стефаном Ольшовским, Анджеем Жабиньским, Мирославом Милевским. Сталинистские группировки, типа Ассоциации «Реальность» Рышарда Гонтажа, возлагали на Верблана ответственность за кризис власти ПОРП, требовали исключить его из партии, ставили в один ряд с Яцеком Куронем.
На пленуме 2 декабря 1980 Анджей Верблан был выведен из Политбюро и Секретариата ЦК ПОРП. Некоторое время он ещё оставался директором IPPM-L, вице-маршалом сейма, членом Высшего совета ZBoWiD — но к практической политике уже не имел отношения.

## Историческая концепция
Анджей Верблан поддержал введение военного положения 13 декабря 1981. Позитивно оценивал правление генерала Ярузельского. По его мнению, в этом состояло «единственное спасение от двух угроз: анархии со стороны „Солидарности“ и жестокой реставрации постсталинских порядков со стороны Советского Союза». Но равным образом Анджей Верблан принял перемены конца 1980-х и 1990-х — кардинальные реформы, самоликвидацию ПОРП, преобразование ПНР в Третью Речь Посполитую.
Несмотря на преклонный возраст, Анджей Верблан активен в публичных выступлениях. Заметный резонанс имели его работы Сталинизм в Польше (1991), Народная Польша. Постскриптум (2020), Модзелевский — Верблан. Народная Польша (2017; запись бесед Верблана с Каролем Модзелевским — видным диссидентом и деятелем «Солидарности», автором самого названия независимого профсоюза). Серьёзным исследованием считается написанная Вербланом биография Гомулки.
Анджей Верблан считает ПНР успешной адаптацией польской нации к трудным историческим обстоятельствам. По его мнению, переход Польши к самостоятельной политике, завершившийся восстановлением независимости и демократии, был начат Владиславом Гомулкой и продолжен Эдвардом Гереком, Станиславом Каней, Войцехом Ярузельским. Историческую роль ПОРП Верблан оценивает прежде всего с этой точки зрения.